# 荃湾ニュータウン

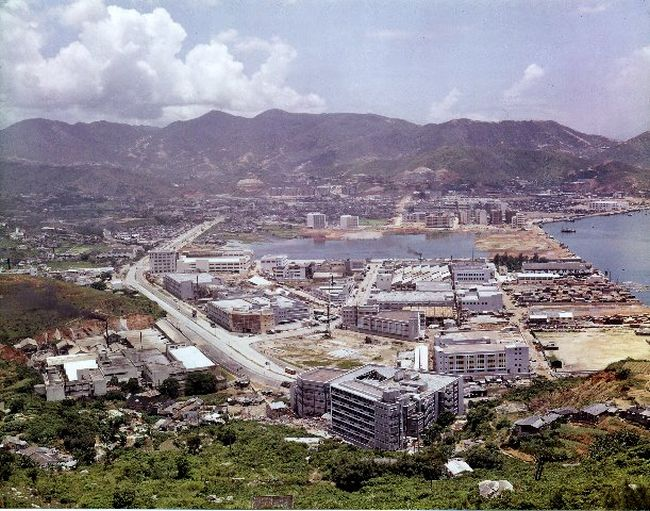
荃湾の埋め立て工事（1961年）

荃湾ニュータウン（せんわん-、中国語: 荃灣新市鎮, 英語: Tsuen Wan New Town）は、香港の荃湾区と葵青区にあるニュータウンである。

## 概要
新界に属しながらも、香港の中心市街地に位置する唯一のニュータウンであり、都市再生局の管轄である。ニュータウンの領域には、荃湾区、葵青区の荃湾、葵涌、青衣島、馬湾、欣澳が含まれる。面積は約32.85ヘクタールにも及び、沙田ニュータウンに次いで香港で2番目に大きい。また、香港政府の推定では、2012年時点での人口が81.6万人に達しており、香港最大の規模である。
1961年、香港政府は香港初となる荃湾ニュータウンの開発を公式に発表し、以降の新界の都市開発の幕開けとなった。2011年、荃湾ニュータウンは50周年を迎え、9月16日には圓玄学院の主催により藍巴勒海峡で花火大会が催された。
また、1つのニュータウンが2つの行政区（荃湾区と葵青区）にまたがっていることも特徴的であるが、これは、開発開始段階では葵青区がまだ荃湾区から分離していなかったためである。ほかのニュータウンにはあるサイクリングコースが存在しないため、建設が検討されている。

## 地区
荃湾ニュータウンには、ニュータウンの中心となる地区がつくられていない。これは、開発時期が古いためと、荃湾と葵涌が山によって隔てられ、青衣島と新界が藍巴勒海峡によって隔てられるなど地形的制約があったためである。したがって、開発計画では、荃湾、葵涌、青衣の3つの中心地区が設定され、この3地区のなかでは荃湾が面積・人口ともに最大のため、現在では荃湾が中心とみなされている。これは、同時期の第一代ニュータウンである沙田ニュータウンや屯門ニュータウンにもみられない特徴である。2011年現在、荃湾ニュータウンの人口は81.5万人（荃湾区が30万人、葵青区が51万人）に達しており、香港全体の12％を占める。

### 荃湾地区

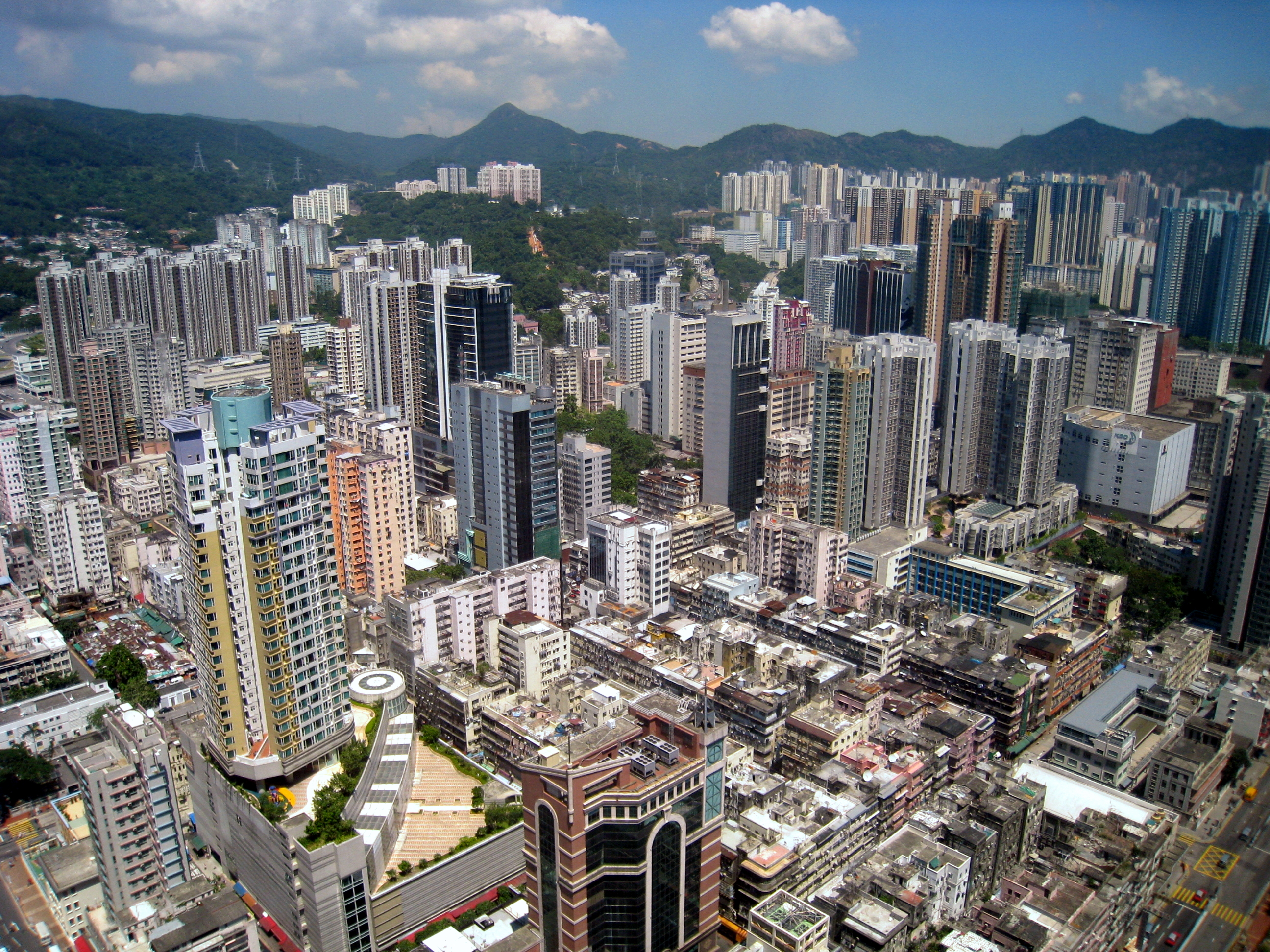
荃灣のスカイライン

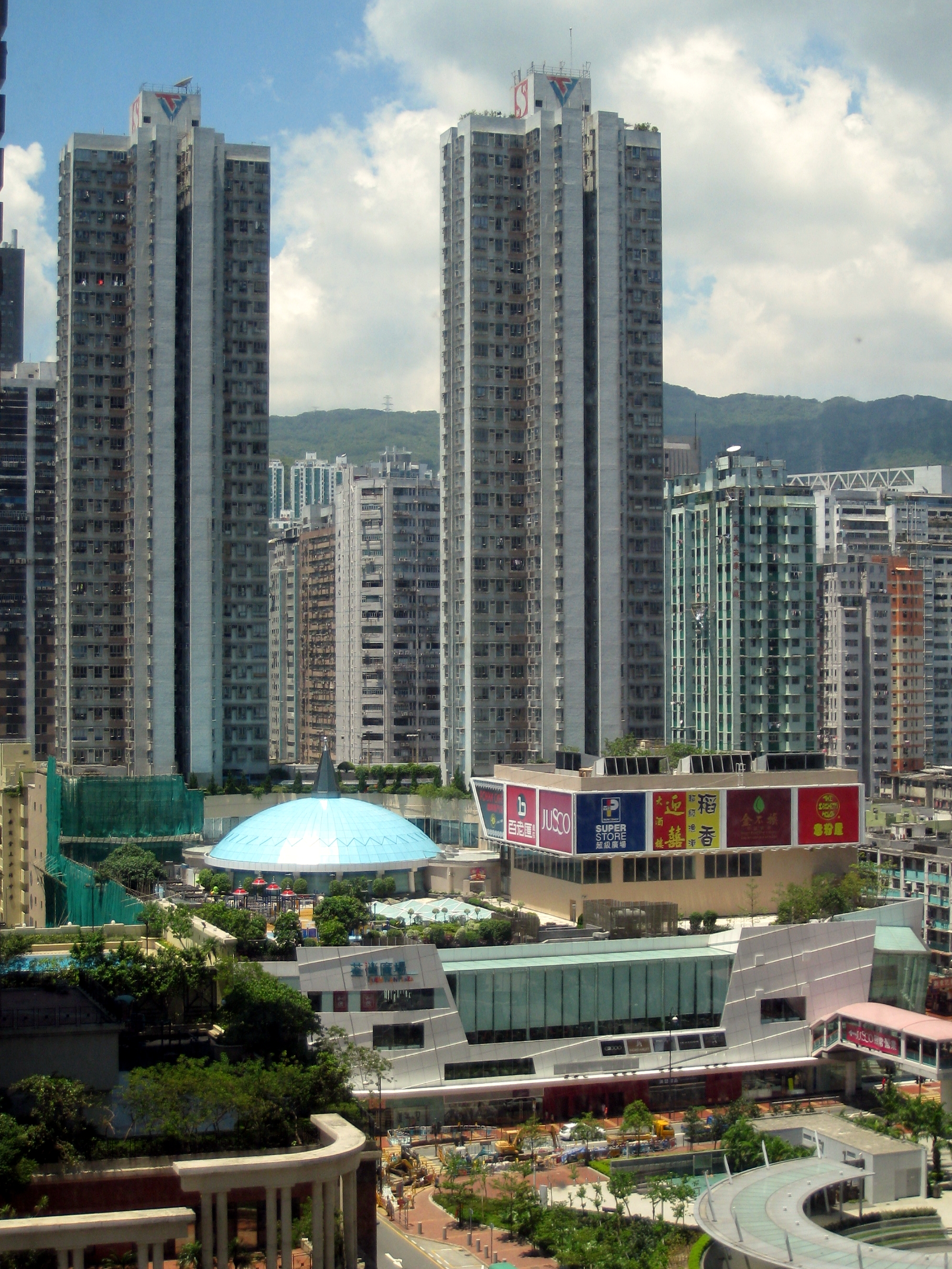
下の白い建物が、荃湾プラザ

ニュータウン内で最も人口の多い地区である。象鼻山路の南、青荃路の北、海興路の東、徳士古道の西のエリアを指す。正式名称は「荃湾中区」。主な道路として、東西方向には青山公路（荃湾段）、沙咀道、楊屋道、南北方向には徳士古道、衆安街、大河道、大涌道、そのほかに関門口街、川龍街、荃湾街市街、海壩街、兆和街がある。
地区内の商業施設は、ニュータウンとともに開発されたものと昔からの市場が混在している。荃湾駅付近の大河道や青山公路には新しいものが多く、一方で路徳囲周辺には古くからの商店や中規模の商業施設が多い。代表的なものに、南豊中心、荃豊中心、荃錦中心、緑楊ガレリア、富華中心、グランドシティプラザ、ディスカバリーパークがある。また、荃湾西駅周辺では沿楊屋道沿いが栄えており、荃湾プラザ、シティウォーク、ニーナタワー、スカイラインプラザなど大型のショッピングモールが並ぶ。衆安街一帯は古くからの繁華街となっており、衆安街、荃湾街市街、沙咀道沿いには多くの宝石店が並んでいる。そのため、周辺に開発されたカラー荃湾、大鴻輝（荃湾）中心、パンダプレイスとともに「荃湾珠宝金飾坊」と呼ばれる。
区内には、荃湾街市、香車街街市、楊屋道街市の3つの公共市場があるほか、路徳囲、香車街熟食中心、沙咀道、三陂坊、四陂坊、大壩街には多くのレストランが並ぶ。区内の公共施設としては、荃湾政府庁舎、荃湾公共図書館、荃湾裁判所、荃湾区役所、荃湾公園、荃湾体育館、仁済病院がある。
荃湾には、港鉄荃湾線の荃湾駅と西鉄線の荃湾西駅の2つの主要駅がある。両駅のまわりにはそれぞれ大規模な歩行者専用道のネットワークが形成されており、2013年に大河道と青山公路が結ばれたことで、2つのネットワークがつながることとなり、現在では香港最長の歩行者専用道として知られている。

### 葵涌地区

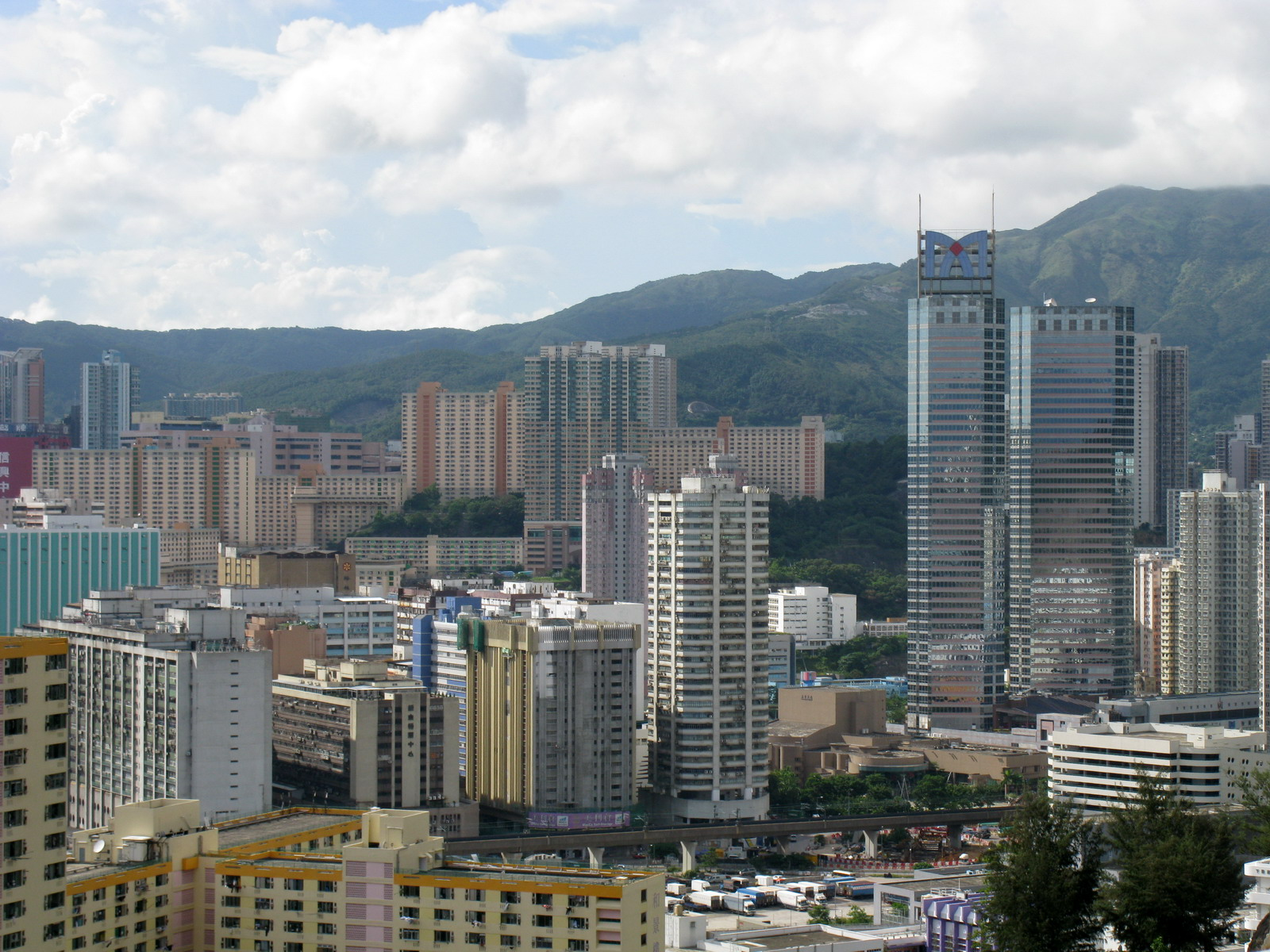
葵涌のスカイライン

葵涌はもともと荃湾区に属しており、政府は公共施設のほとんどを繁華街であった荃湾区の中心、荃湾に置いたため、葵青区として独立した後も発展が遅れる状態となっていた。区内には、葵青劇場がある。現在の中心市街地は、中葵涌や、醉酒湾の埋立地上にある大致位で、この地区には港鉄の葵芳駅や葵興駅があるほか、興芳路、葵涌道が通っている。葵芳駅周辺の葵涌には商業施設が集中しており、メトロプラザやオフィスビルとセットになった葵涌プラザがある。興芳街にも店舗やレストランが集中しており、人通りも多い。
区内からは、元朗、屯門、天水囲、ランタオ島北部、沙田、北葵涌、茘景、青衣島などへのバス路線が出ており、港鉄の青衣駅が設置される以前は、青衣島南部の住民がバスで葵芳駅までやってきて、ここで荃湾線に乗り換えていたため、交通ハブとしての役割も果たしていた。地理的にみると、香港の中心は、葵芳の葵涌運動場にある。
葵芳エリアの公共施設としては、葵盛遊泳池、葵涌運動場、南葵涌馬会診所、警察署、葵青劇場、職業訓練校などが存在する。また、葵涌の政府庁舎には、葵青区議会、葵青民政事務局などの行政機関が入り、南葵涌公共図書館なども入る。葵興駅からは、大連排の工業地区や九龍貿易センターを結ぶ歩道橋が設置されている。

### 青衣島地区

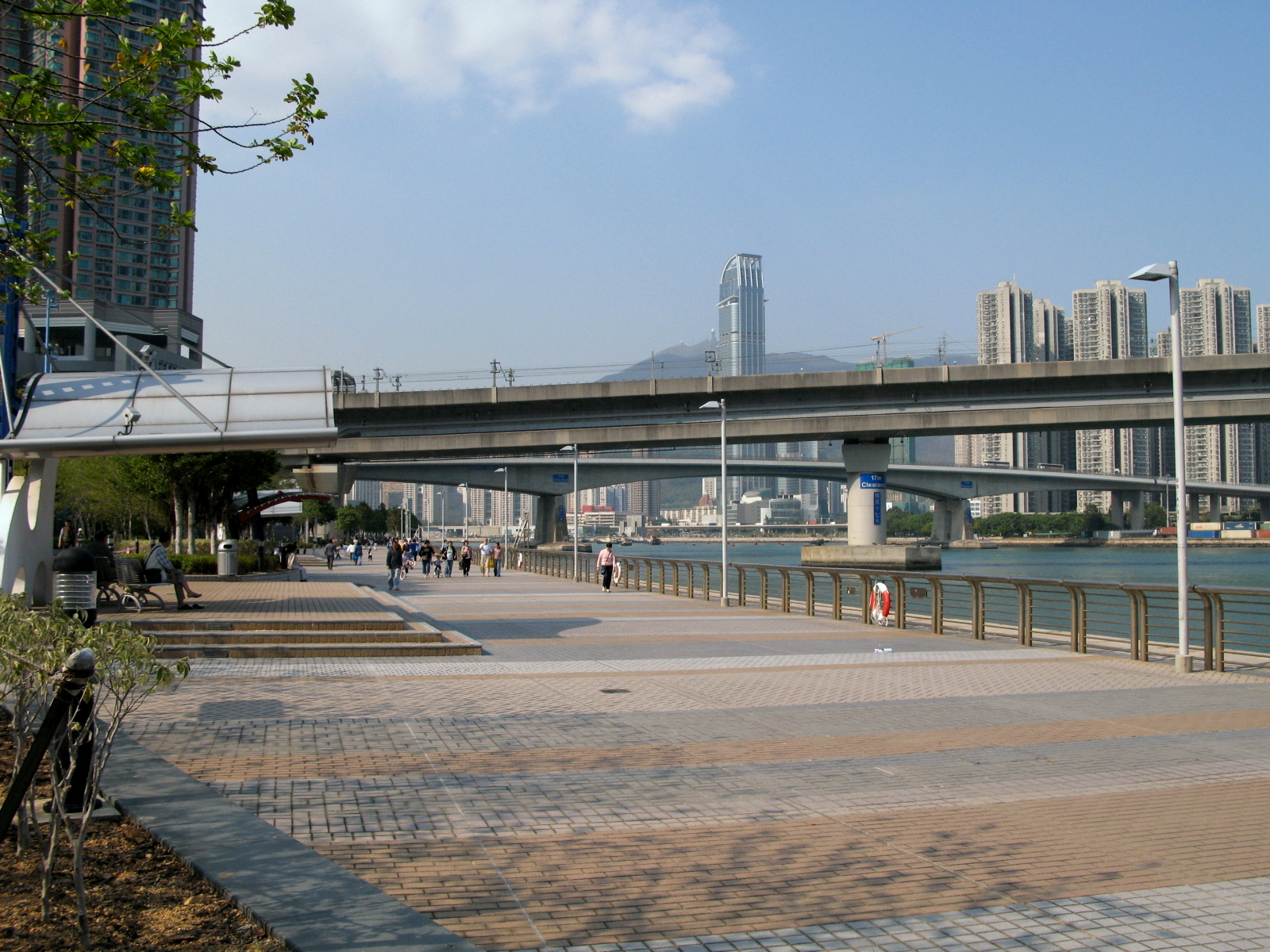
青衣の海岸

青衣島は、荃湾や葵涌と異なり、開発が遅れていたため、完全にニュータウンとして都市が建設された。青衣駅周辺にニュータウンの中心地区が置かれ、マリタイムスクエア、青衣公園、青衣海浜公園、主要な公共施設、娯楽施設、行政施設などは、駅を中心とした青衣郷事会路、青敬路、楓樹窩路の界隈に集中している。この地区にはほかにも、青衣行政ビル、青衣地区病院、青衣運動場、青衣遊泳池、警察署、消防署、青衣郷事委員会、多くの住宅が置かれる。
青衣駅からは、港鉄の通勤列車で香港島や九龍、ランタオ島と結ばれており、機場快線に乗れば香港国際空港へもアクセスできる。また、青衣からは島内各地区や北区、沙田、元朗、屯門のほか、荃湾、葵涌、深井や馬湾とを結ぶバス路線が充実している。ニュータウン南東部の長輝路には、工業団地を有する。

## 高層建築
新界には200mを超える高層ビルが8つ存在するが、そのうちの6つは荃湾ニュータウンにある（残り2つは将軍澳ニュータウン）。
| 順位 | 名称                  | 中国語           | 英語                       | 高さ   | 階数 | 所在地 | 完成年 |
| 6    | ニーナタワー I        | 如心廣場一座     | Teddy Tower (Nina Tower I) | 318.8m | 80   | 荃湾   | 2008   |
| 44   | 爵悦庭                | 爵悅庭           | Chelsea Court              | 215m   | 56   | 荃湾   | 2005   |
| 62   | 楽悠居                | 樂悠居           | Indi home                  | 212m   | 48   | 荃湾   | 2006   |
| 67   | メトロタワー II       | 新都會廣場第二座 | Metro Tower 2              | 208.9m | 47   | 葵涌   | 1992   |
| 85   | ダイナスティタワー I  | 御凱第一座       | The Dynasty Tower 1        | 202m   | 50   | 荃湾   | 2009   |
| 85   | ダイナスティタワー II | 御凱第二座       | The Dynasty Tower 2        | 202m   | 50   | 荃湾   | 2009   |

## 商業施設
| 荃湾 - 荃湾プラザ (荃灣廣場) - カラー荃湾 (荃灣千色匯) - パンダプラザ (悅來坊) - 緑楊ガレリア (綠楊坊) - シティウォーク (荃新天地) - ディスカバリーパーク (愉景新城) - ニーナタワー (如心廣場) - オーシャンプライド (海之戀商場) - 8½ (8咪半) - ベルヴェデールスクエア (麗城薈) - 荃錦中心 (荃錦中心) - 南豊プラザ (南豐廣場) - シティストア (千色店) - 荃豊中心 (荃豐中心) - 湾景プラザ (灣景廣場) - 力生プラザ (力生廣場) - プラザ88 (Plaza 88) | 葵涌 - メトロプラザ (新都會廣場) - 葵涌プラザ (葵涌廣場) - フロレンティアヴィレッジ (佛羅倫斯小鎮特賣場) 青衣 - マリタイムスクエア (青衣城) - 長発プラザ (長發廣場) |

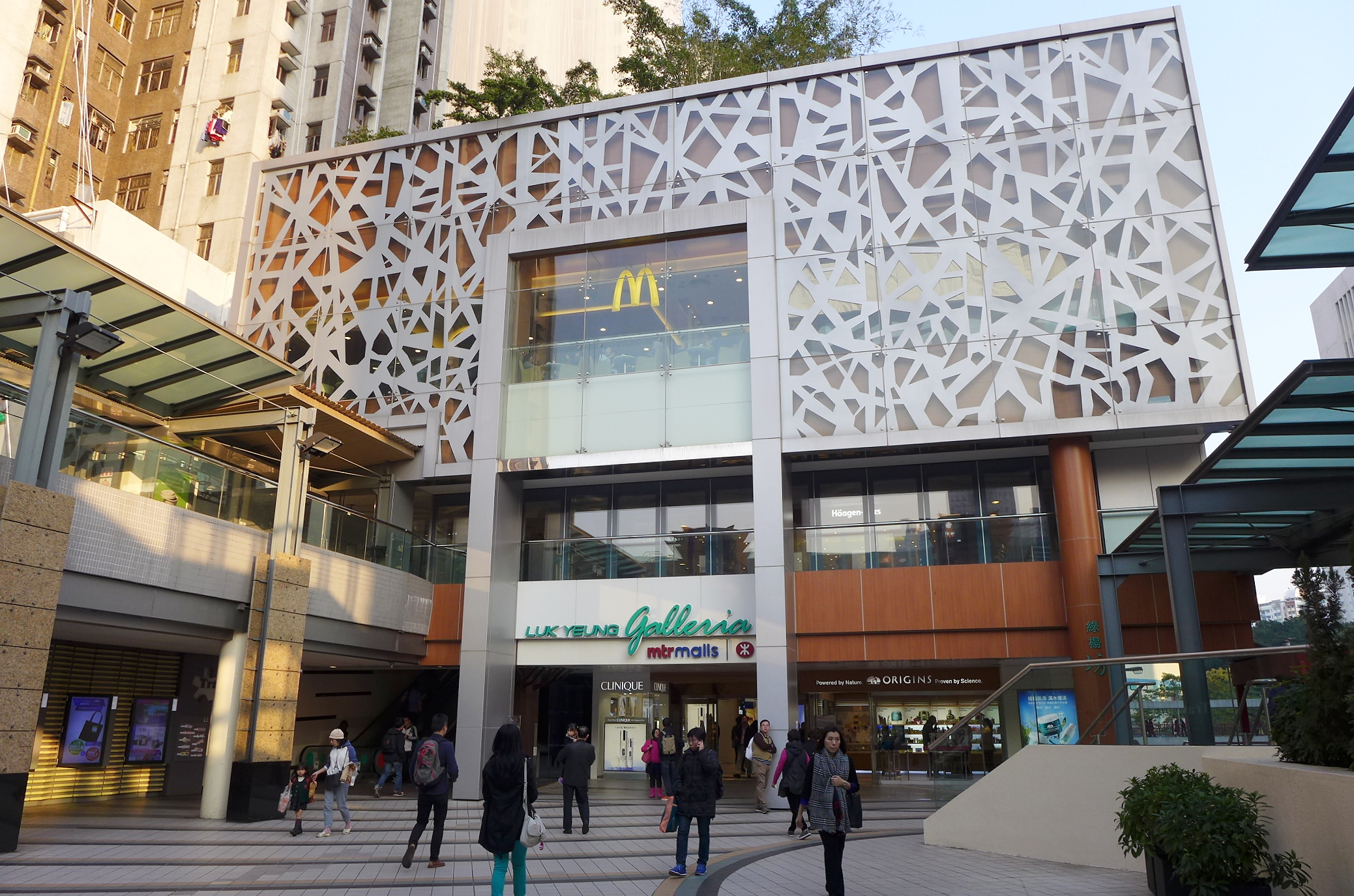
緑楊ガレリア
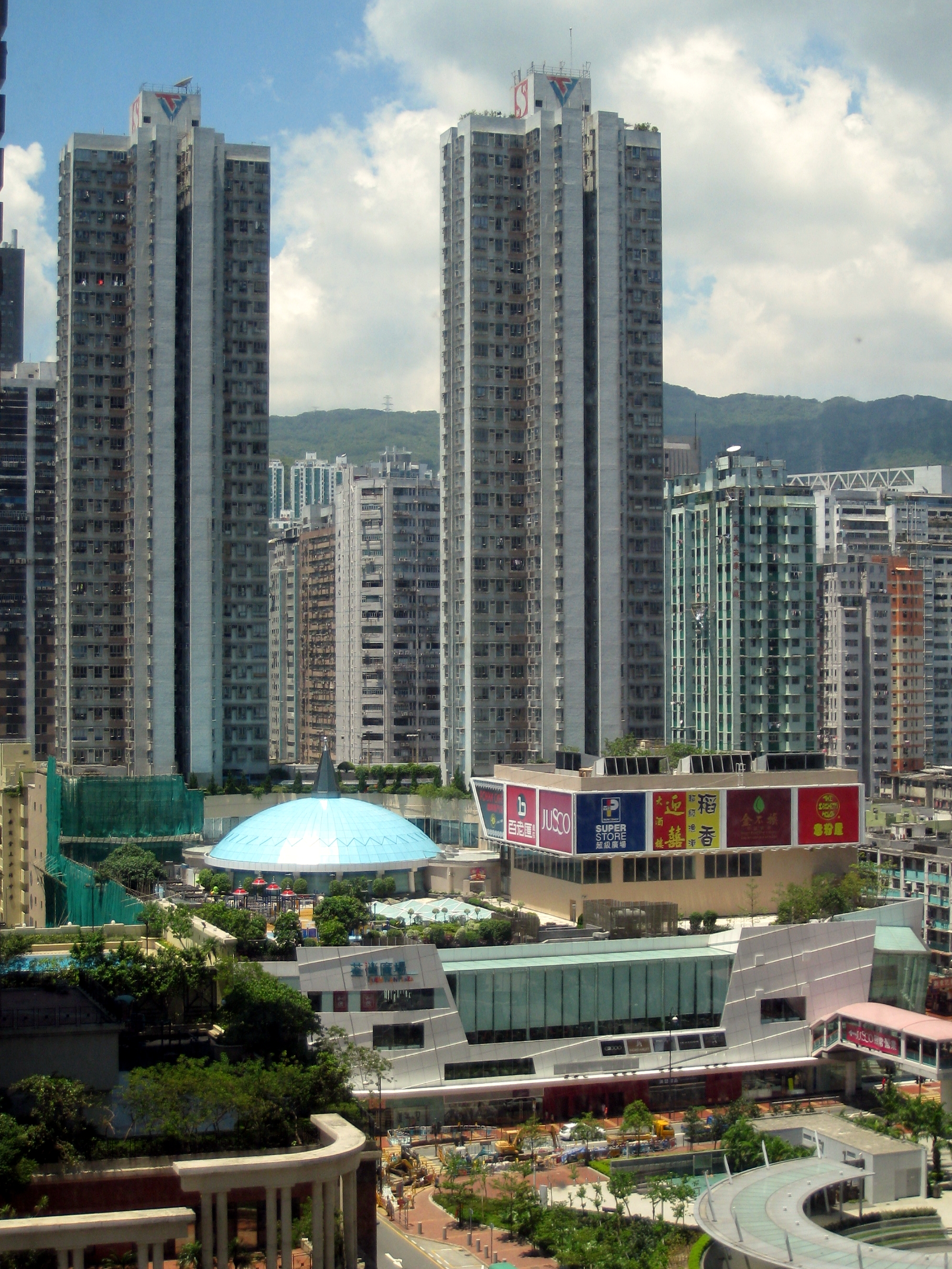
荃湾プラザ
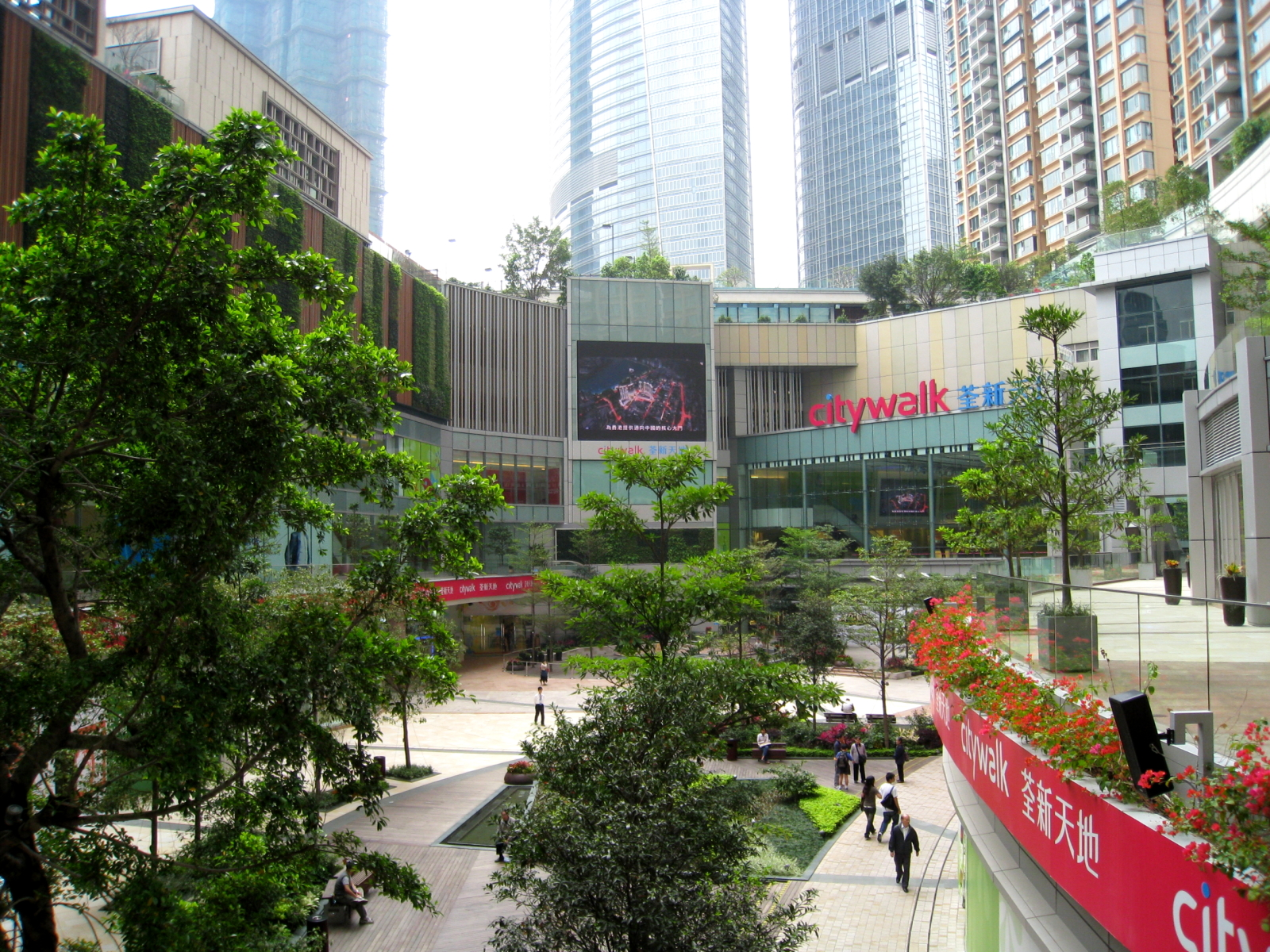
シティウォーク
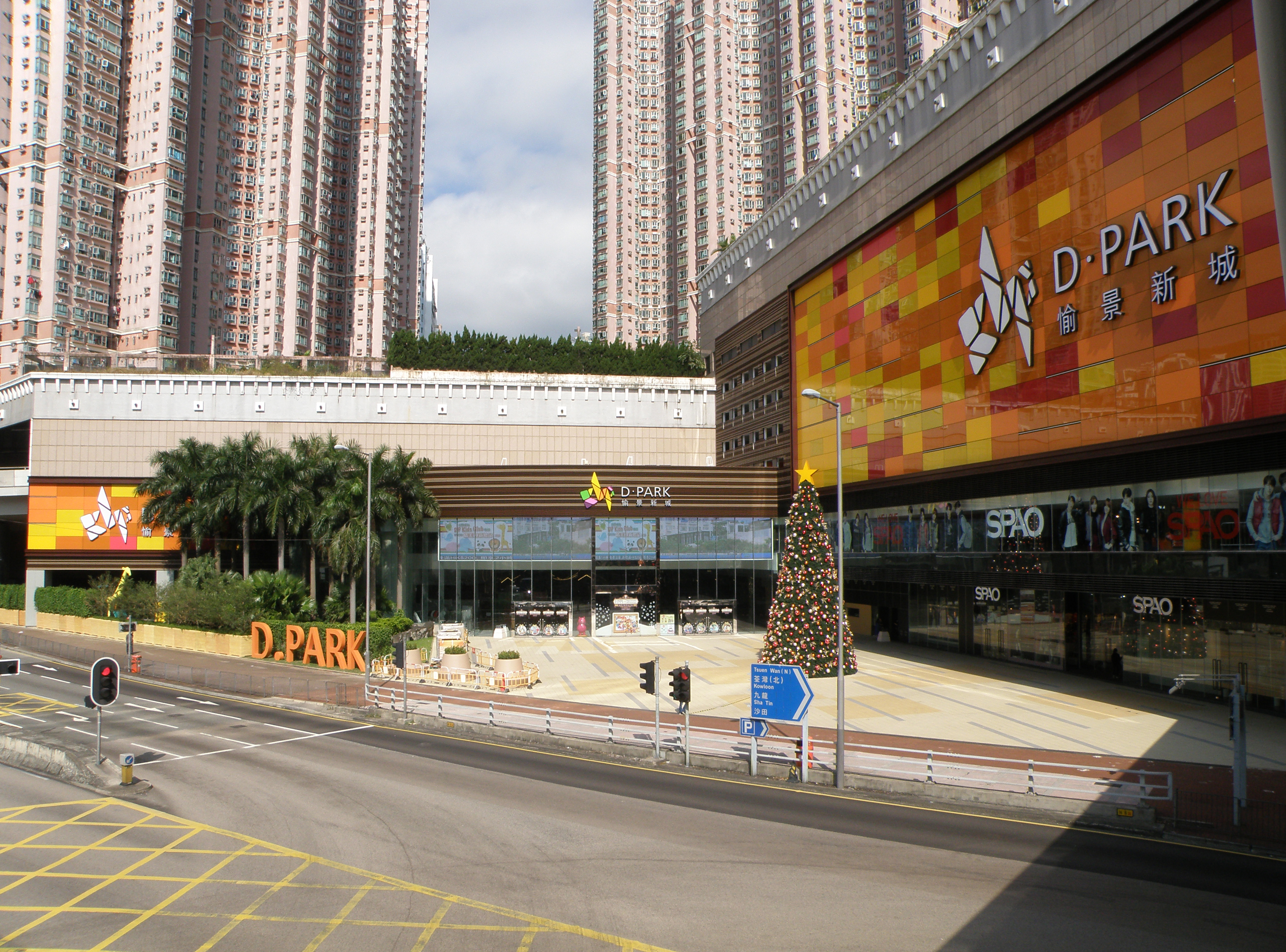
ディスカバリーパーク
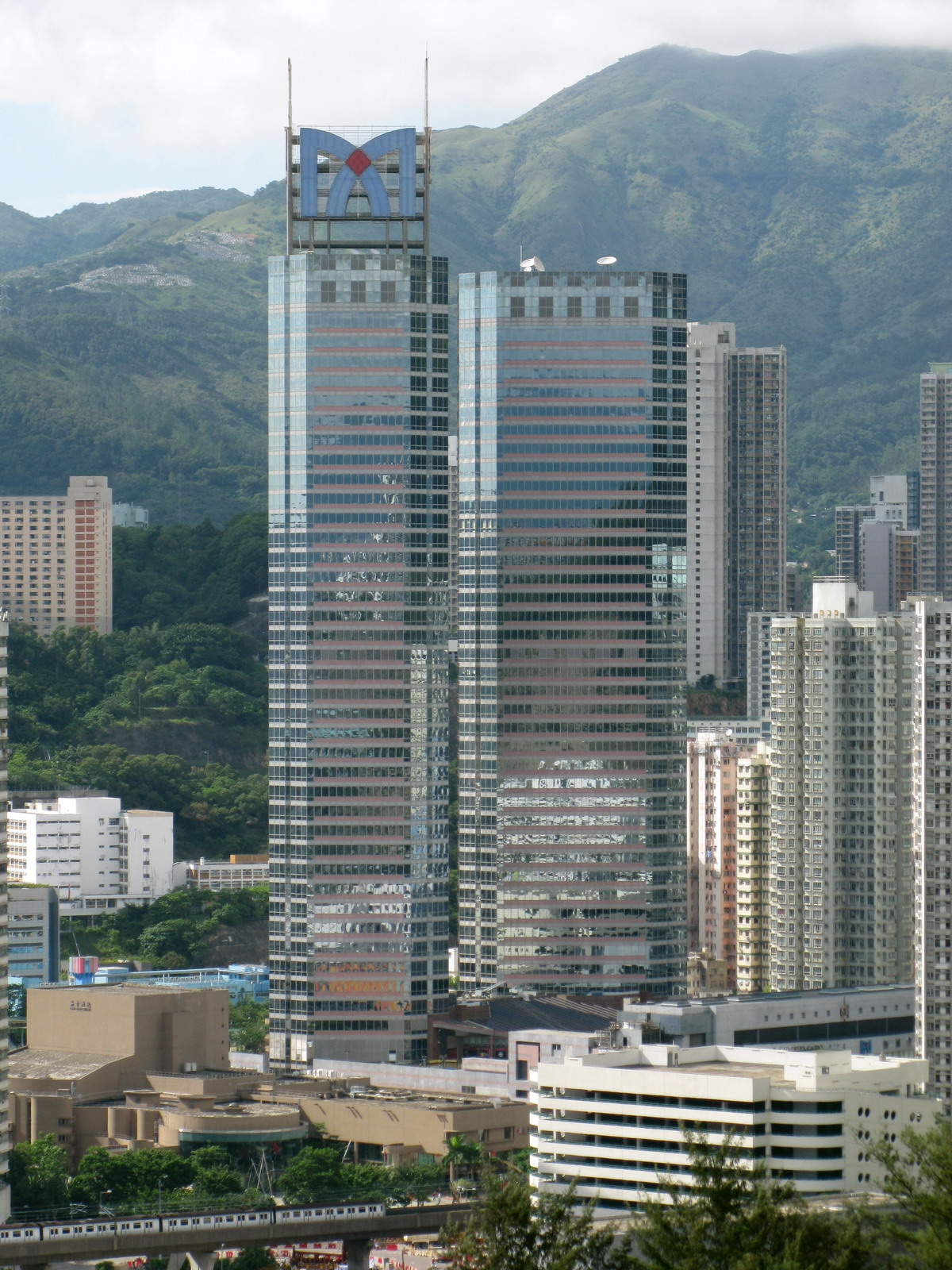
メトロプラザ
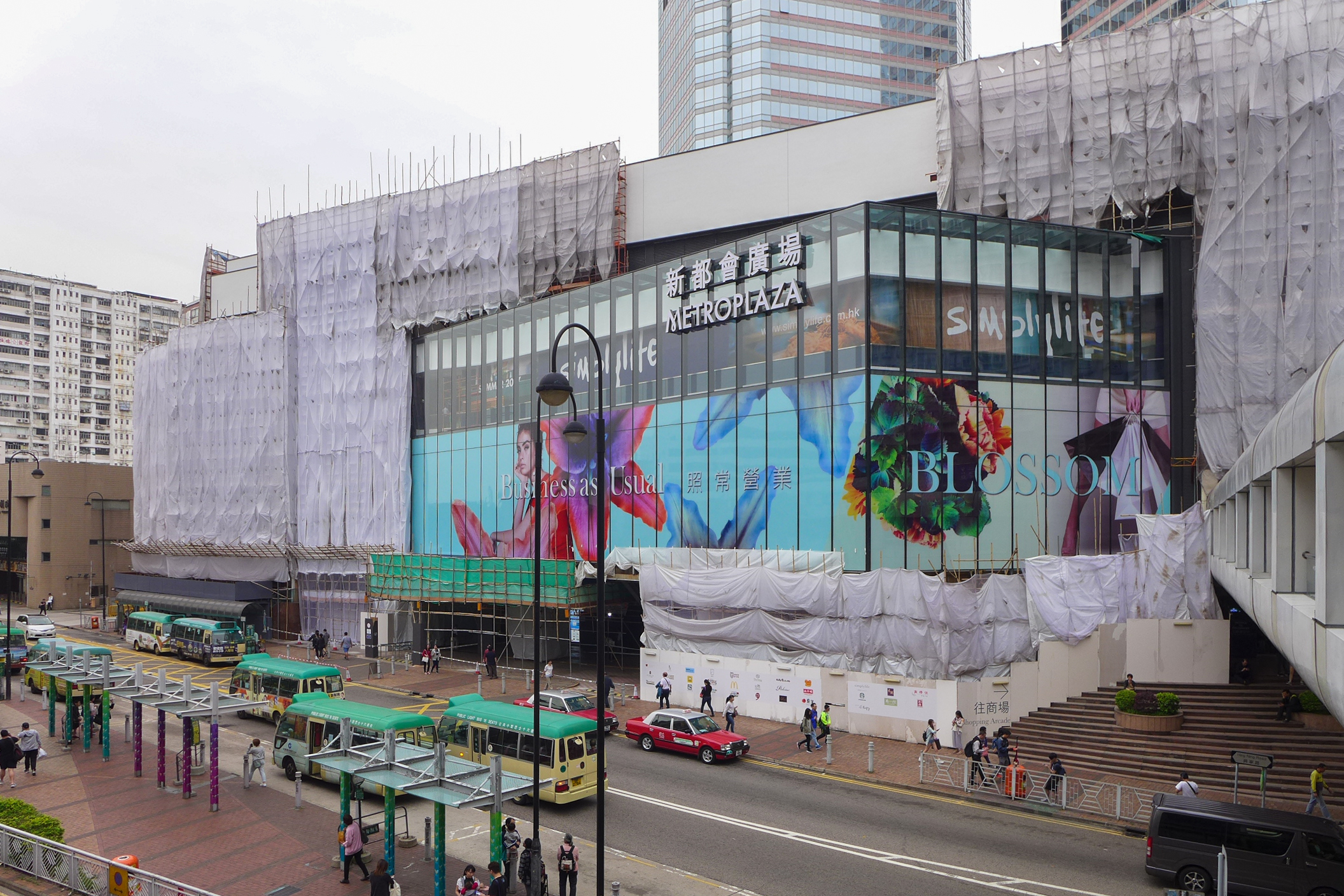
葵涌プラザ
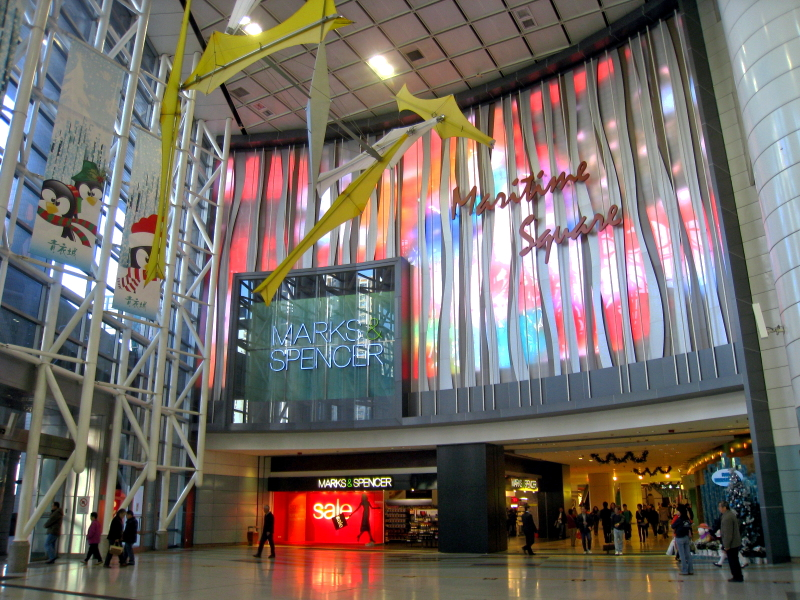
マリタイムスクエア
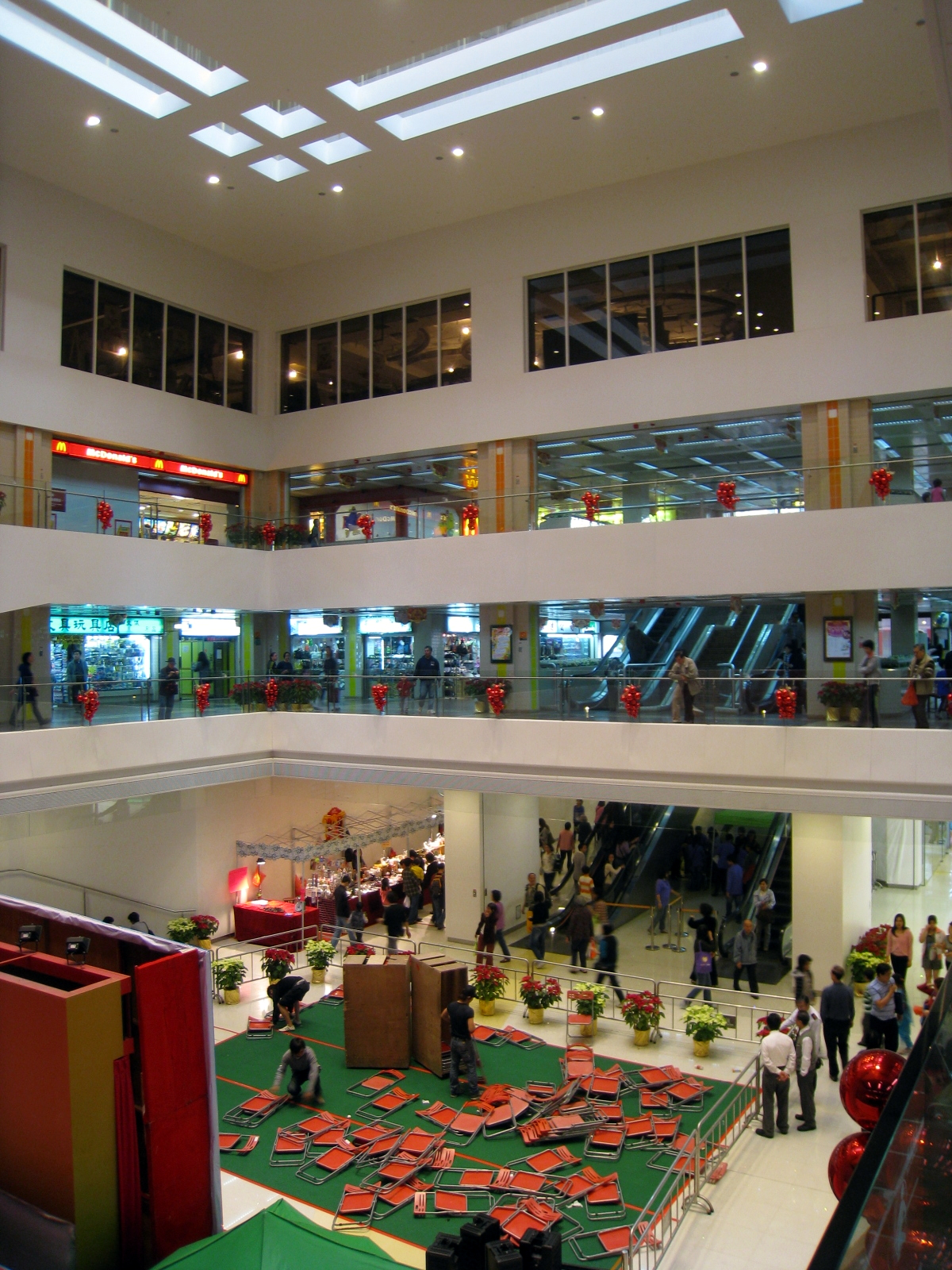
長発プラザ

## 住宅

### 香港住宅委員会
荃湾
| 名称          | 中国語         | 英語                     | 棟数 | 住戸数 | 入居開始 |
| 象山邨        | 象山邨         | Cheung Shan Estate       | 3    | 1,600  | 1978     |
| 福来邨        | 福來邨         | Fuk Loi Estate           | 9    | 3,129  | 1963     |
| 梨木樹邨 (I)  | 梨木樹（一）邨 | Lei Muk Shue (I) Estate  | 3    | 2,300  | 1999     |
| 梨木樹邨 (II) | 梨木樹（二）邨 | Lei Muk Shue (II) Estate | 11   | 4,315  | 1975     |
| 梨木樹邨      | 梨木樹邨       | Lei Muk Shue Estate      | 5    | 3,900  | 2005     |
| 石囲角邨      | 石圍角邨       | Shek Wai Kok Estate      | 8    | 6,500  | 1980     |

葵涌
| 名称         | 中国語       | 英語                     | 棟数 | 住戸数 | 入居開始 |
| 葵涌邨       | 葵涌邨       | Kwai Chung Estate        | 16   | 13,742 | 1997     |
| 葵芳邨       | 葵芳邨       | Kwai Fong Estate         | 12   | 6,300  | 1963     |
| 葵翠邨       | 葵翠邨       | Kwai Tsui Estate         | 2    | 866    | 2018     |
| 葵興邨       | 葵興邨       | Kwai Hing Estate         | 4    | 1,528  | 1991     |
| 葵聯邨       | 葵聯邨       | Kwai Luen Estate         | 4    | 2,977  | 2011     |
| 葵盛東邨     | 葵盛東邨     | Kwai Shing East Estate   | 11   | 6,300  | 1989     |
| 葵盛西邨     | 葵盛西邨     | Kwai Shing West Estate   | 10   | 5,387  | 1975     |
| 茘景邨       | 荔景邨       | Lai King Estate          | 7    | 4,218  | 1975     |
| 麗瑤邨       | 麗瑤邨       | Lai Yiu Estate           | 5    | 2,843  | 1976     |
| 高盛臺       | 高盛臺       | High Prosperity Terrace  | 2    | 800    | 2003     |
| 石籬邨 (I)   | 石籬（一）邨 | Shek Lei (I) Estate      | 9    | 4,900  | 1985     |
| 石籬邨 (II)  | 石籬（二）邨 | Shek Lei (II) Estate     | 12   | 8,400  | 1995     |
| 石籬中転房屋 | 石籬中轉房屋 | Shek Lei Interim Housing | 2    | 1,946  | 1968     |
| 石蔭東邨     | 石蔭東邨     | Shek Yam East Estate     | 3    | 2,400  | 1996     |
| 石蔭邨       | 石蔭邨       | Shek Yam Estate          | 4    | 2,700  | 2000     |
| 安蔭邨       | 安蔭邨       | On Yam Estate            | 8    | 5,492  | 1994     |
| 大窩口邨     | 大窩口邨     | Tai Wo Hau Estate        | 17   | 7,861  | 1979     |
| 華茘邨       | 華荔邨       | Wah Lai Estate           | 2    | 1,517  | 2001     |

青衣
| 名称   | 中国語 | 英語                | 棟数 | 住戸数 | 入居開始 |
| 青衣邨 | 青衣邨 | Tsing Yi Estate     | 4    | 3,217  | 1986     |
| 長青邨 | 長青邨 | Cheung Ching Estate | 8    | 5,079  | 1977     |
| 長発邨 | 長發邨 | Cheung Fat Estate   | 4    | 2,528  | 1989     |
| 長亨邨 | 長亨邨 | Cheung Hang Estate  | 6    | 4,500  | 1990     |
| 長康邨 | 長康邨 | Cheung Hong Estate  | 13   | 8,420  | 1979     |
| 長安邨 | 長安邨 | Cheung On Estate    | 10   | 7,338  | 1987     |
| 長宏邨 | 長宏邨 | Cheung Wang Estate  | 7    | 4,300  | 2001     |
| 青逸軒 | 青逸軒 | Easeful Court       | 2    | 500    | 2003     |

### 香港住宅協会
荃湾
| 名称       | 中国語     | 英語                 | 棟数 | 住戸数 | 入居開始 |
| 満楽大廈   | 滿樂大廈   | Moon Lok Mansion     | 4    | 968    | 1964     |
| 祈徳尊新邨 | 祈德尊新邨 | Clague Garden Estate | 3    | 1,478  | 1989     |
| 宝石大廈   | 寶石大廈   | Bo Shek Mansion      | 3    | 669    | 1996     |

葵涌
| 名称   | 中国語 | 英語          | 棟数 | 住戸数 | 入居開始 |
| 祖堯邨 | 祖堯邨 | Cho Yiu Chuen | 8    | 2,532  | 1976     |

青衣
| 名称           | 中国語   | 英語             | 棟数 | 住戸数 | 入居開始 |
| 偉景花園6・7棟 | 偉景花園 | Broadview Garden | 2    | 448    | 1991     |

### 住宅所有計画
荃湾
| 名称   | 中国語 | 英語              | 棟数 | 住戸数 | 入居開始 |
| 尚翠苑 | 尚翠苑 | Sheung Chui Court | 3    | 962    | 2017     |

葵涌
| 名称   | 中国語 | 英語            | 棟数 | 住戸数 | 入居開始 |
| 葵俊苑 | 葵俊苑 | Kwai Chun Court | 3    | 1,050  | 1995     |
| 葵康苑 | 葵康苑 | Kwai Hong Court | 2    | 701    | 1993     |
| 葵賢苑 | 葵賢苑 | Kwai Yin Court  | 2    | 700    | 1993     |
| 茘欣苑 | 荔欣苑 | Lai Yan Court   | 3    | 1,920  | 2001     |
| 寧峰苑 | 寧峰苑 | Kwai Yin Court  | 4    | 1,280  | 2001     |
| 翠瑤苑 | 翠瑤苑 | Tsui Yiu Court  | 1    | 292    | 1981     |
| 怡峰苑 | 怡峰苑 | Yi Fung Court   | 2    | 700    | 1999     |
| 賢麗苑 | 賢麗苑 | Yin Lai Court   | 2    | 560    | 1991     |
| 悦麗苑 | 悅麗苑 | Yuet Lai Court  | 4    | 704    | 1980     |

青衣
| 名称     | 中国語   | 英語              | 棟数 | 住戸数 | 入居開始 |
| 青雅苑   | 青雅苑   | Ching Nga Court   | 1    | 816    | 1989     |
| 青盛苑   | 青盛苑   | Ching Shing Court | 1    | 800    | 1985     |
| 青泰苑   | 青泰苑   | Ching Tai Court   | 7    | 2,180  | 1988     |
| 青華苑   | 青華苑   | Ching Wah Court   | 6    | 2,460  | 1986     |
| 青宏苑   | 青宏苑   | Ching Wang Court  | 2    | 576    | 2001     |
| 青俊苑   | 青俊苑   | Ching Chun Court  | 2    | 465    | 2017     |
| 海悦花園 | 海悅花園 | Serene Garden     | 3    | 840    | 1991     |

### サンドイッチクラス住宅計画
葵涌
| 名称   | 中国語 | 英語          | 棟数 | 住戸数 | 入居開始 |
| 芊紅居 | 芊紅居 | Hibiscus Park | 2    | 420    | 1998     |
| 浩景臺 | 浩景臺 | Highland Park | 6    | 1,456  | 1999     |

青衣
| 名称     | 中国語   | 英語          | 棟数 | 住戸数 | 入居開始 |
| 宏福花園 | 宏福花園 | Tivoli Garden | 4    | 1,024  | 1995     |

### 香港住宅協会の助成物件
青衣
| 名称     | 中国語   | 英語            | 棟数 | 住戸数 | 入居開始 |
| 緑悠雅苑 | 綠悠雅苑 | Greenview Villa | 3    | 988    | 2015     |

## 公共施設
文化施設
| - 荃湾区役所 - 葵青劇場 - 三棟屋博物館 - 石囲角公共図書館 | - 荃湾公共図書館 - 北葵涌公共図書館 - 南葵涌公共図書館 - 青衣公共図書館 |

都市公園
| - 葵涌公園（工事中） - 中葵涌公園 - 葵涌新区公園 - 城門谷公園 - 青衣公園 - 青衣東北公園 | - 青衣海浜公園 - 荃湾公園 - 賽馬会徳華公園 - 荃湾海浜公園 - 馬湾公園 |

郊野公園
- 城門郊野公園
- 大帽山郊野公園
- 大欖郊野公園

ビーチ・プール
| - 釣魚湾ビーチ - 双仙湾ビーチ - 海美湾ビーチ - 更生湾ビーチ - 麗都湾ビーチ - 汀九湾ビーチ - 近水湾ビーチ - 馬湾東湾ビーチ | - 城門谷遊泳池 - 荃景囲胡忠遊泳池 - 葵盛遊泳池 - 北葵涌賽馬会遊泳池 - 青衣遊泳池 - 青衣西南遊泳池 - 迪欣湖活動中心 |

陸上スポーツ施設
| - 城門谷運動場 - 葵涌運動場 - 和宜合道運動場 - 青衣運動場 - 荃湾体育館 - 荃景囲体育館 - 荃湾西約体育館 - 蕙荃体育館 - 楊屋道体育館 - 長発体育館 - 楓樹窩体育館 - 茘景体育館 - 北葵涌鄧肇堅体育館 | - 林士徳体育館 - 大窩口体育館 - 青衣体育館 - 青衣西南体育館 - 沙咀道遊楽場 - 和宜合道ゴルフ練習場 - 香港賽馬会国際BMXパーク - 賽馬会葵盛公衆スカッシュコート - 葵盛遊楽場 - 石梨街テニスコート - 葵盛遊楽場 - 曹公潭屋外娯楽センター - 青衣自然トレイル |

## 観光施設
| 観光施設 - 青嶼幹線ビジターセンター - ノアの箱舟（馬湾公園内） - 空港コアプログラム展示センター - 香港ディズニーランド・リゾート - 圓玄学院 | ホテル - ウィンランド800ホテル - ランブラー・ゴールデンホテル - ランブラー・オアシスホテル - ニーナタワー - パンダホテル - シルカファーイーストホテル - ベイブリッジ・ライフスタイル・レットリート - ロイヤルビューホテル - エイペックス・ホライズン・オールスイートホテル |

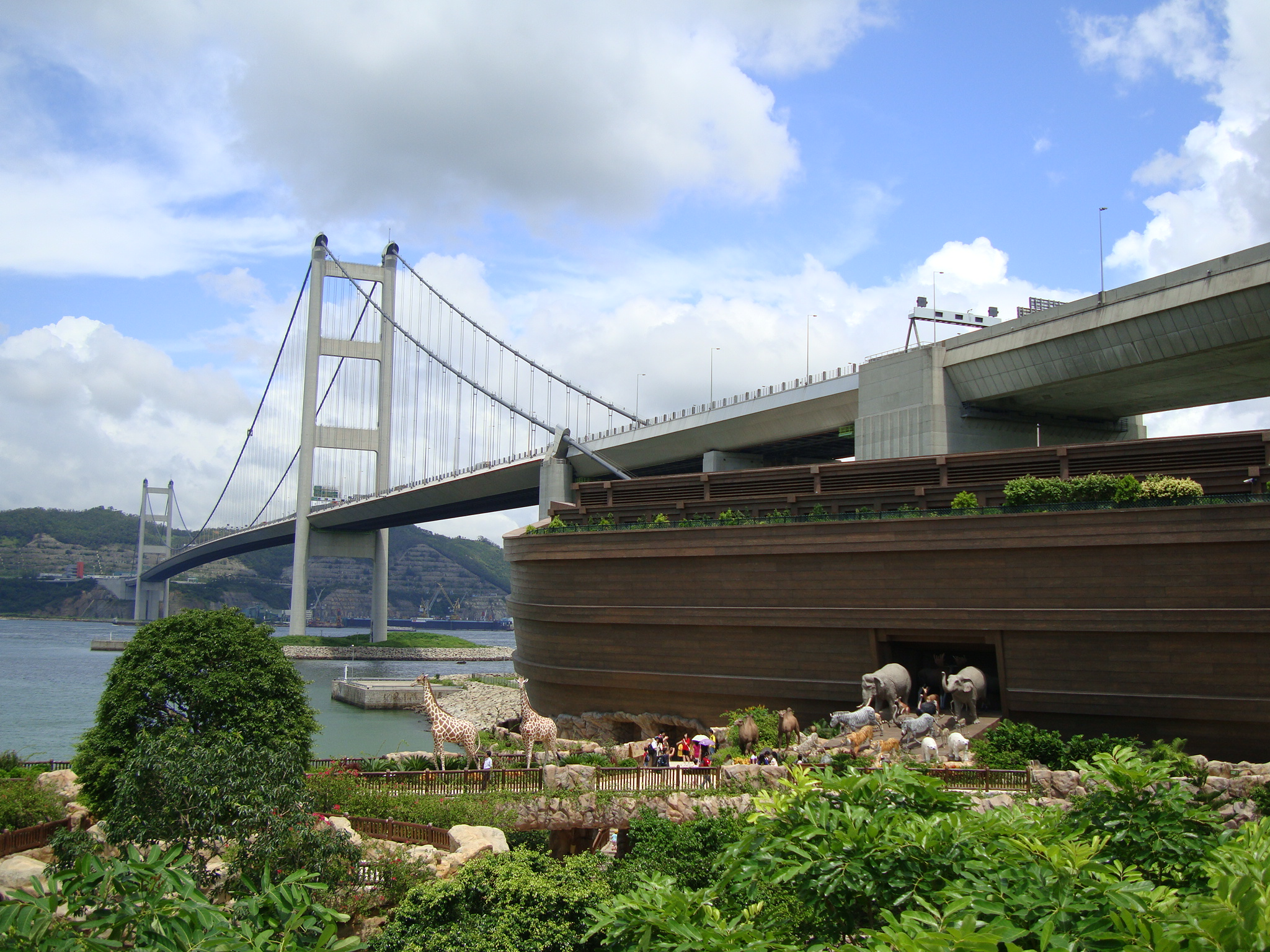
ノアの箱舟
香港ディズニーランド
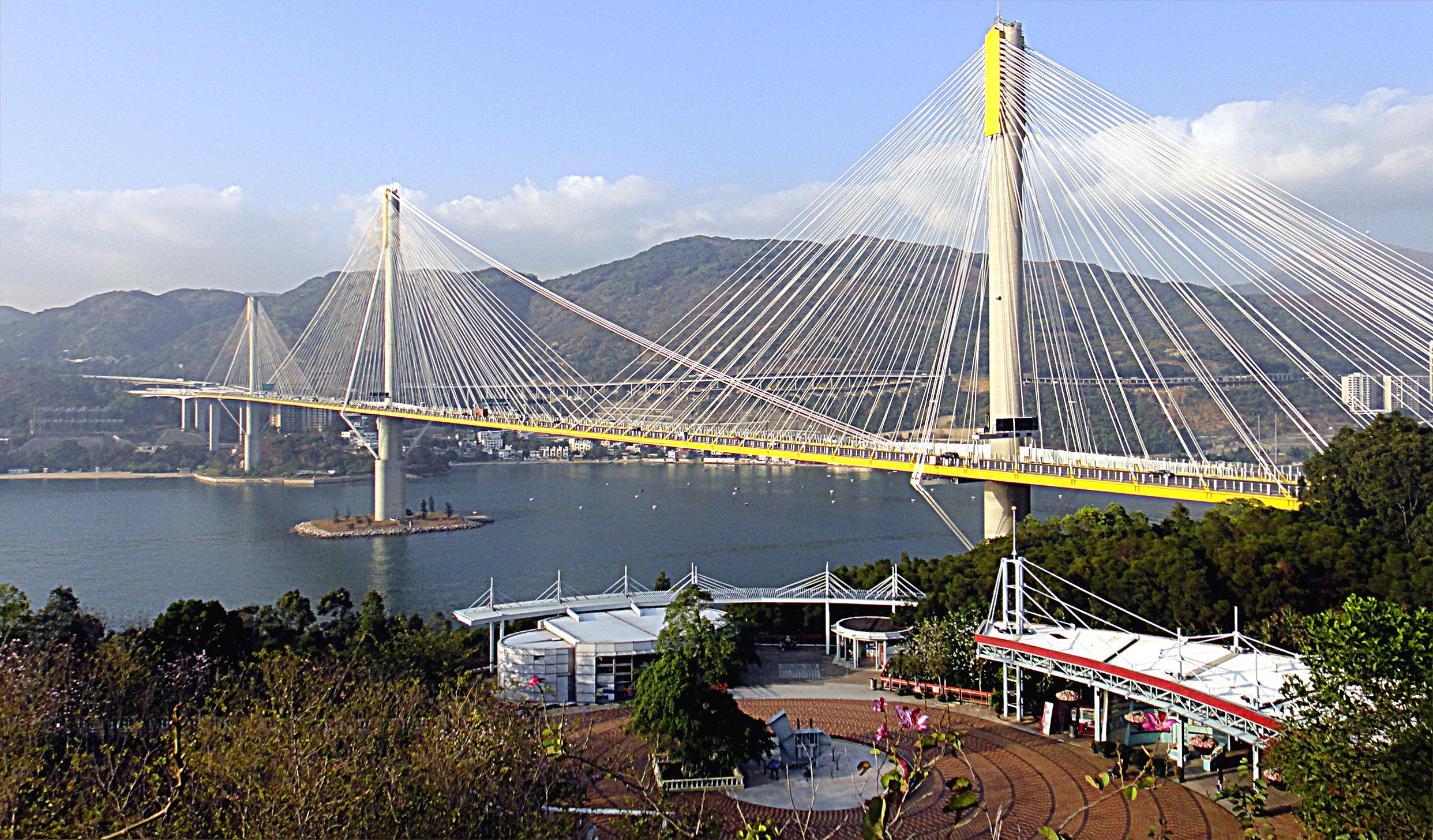
青嶼幹線ビジターセンター
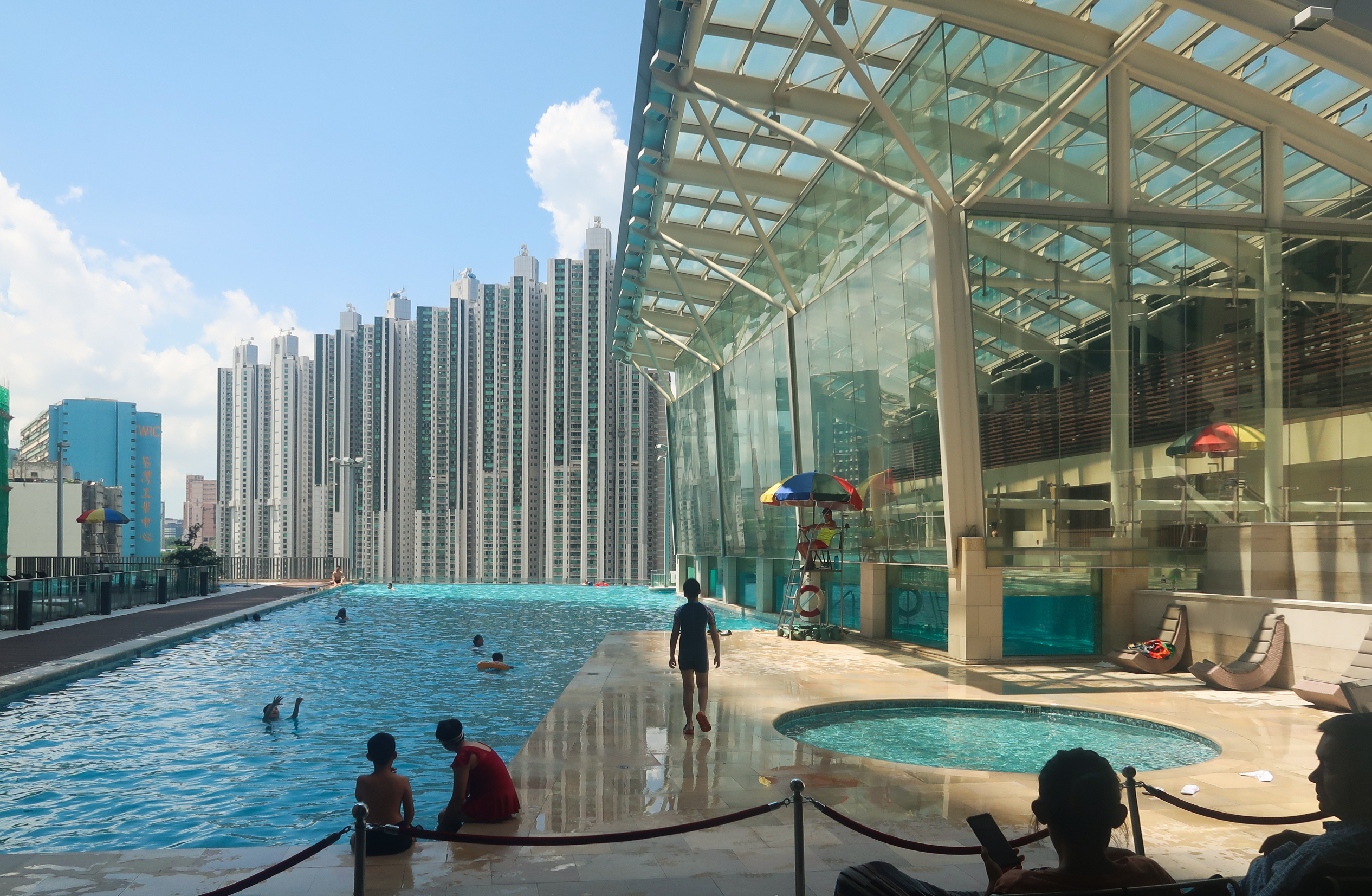
ニーナタワーのプール

## 交通

### 道路
- 青山公路葵涌段（葵涌↔茘枝角／呈祥道・九龍東方面）
- 青山公路荃湾段至青山湾段（荃湾↔屯門）
- 荃錦公路（荃湾↔錦田）
- 呈祥道（葵涌↔深水埗大窩坪IC／龍翔道・九龍東方面）
- 葵涌道（葵涌↔茘枝角）
- 茘景山路（葵涌↔茘枝角）
- 屯門公路（荃湾↔屯門）
- 城門トンネル（荃湾↔沙田）
- 貨櫃碼頭南路、達洋路、美青路（葵涌葵青コンテナターミナル↔茘枝角）
- 青葵公路（青衣↔西九龍公路・香港島方面）
- 青嶼幹線（青衣↔ランタオ島）
- 青朗公路（青衣↔元朗）
- 青沙公路（青衣↔沙田）
- 北ランタオ公路（欣澳↔東涌）
- 翔東路（欣澳↔東涌）
- 神奇道（竹篙湾公路↔香港ディズニーランド・リゾート）

### 港鉄
- ■荃湾線：荃湾駅 - 大窩口駅 - 葵興駅 - 葵芳駅 - 茘景駅
- ■東涌線：茘景駅 - 青衣駅 - 欣澳駅
- ■機場快線：青衣駅
- ■屯馬線：荃湾西駅
- ■迪士尼線：欣澳駅 - 迪士尼駅

### フェリー
- 馬湾↔中環碼頭
- 馬湾↔荃湾碼頭

### 港湾施設
- 葵青コンテナターミナル